# Radunić
Radunić je naselje u općini Muć, u Splitsko-dalmatinskoj županiji. 

## Ime
Porijeklo naziva naselja je isto kao i kod prezimena Radunić, kako su vjerojatno nekoć prezivali njegovi stanovnici ili njihov dio.
Danas je prezime Radunić rijetko u Hrvata, aima ga manje od stotinu osoba u Hrvatskoj (Kaštela, Bjelovar, Split), dok kraći oblik prezimena Radun ima 100 osoba u Hrvatskoj (Split, Kaštela, Primorje). 
Istog su jezičnog postanja prezimena: Radunković (Podravska Slatina, Slavonija) i Radunović (Kostajnica, Zagreb i okolica).

U hrvatskoj ekonomiji uz Radunić imamo i još naselja slična naziva: Raduč (Gospić), Radučić (Knin), Radulec (Vrbovec), Radunica (dio grada Splita) te u Bosni i Hercegovini: Radunice (Maglaj), Raduša (Tešanj).

## Stanovništvo
U 1857. i 1869. podaci su sadržani u naselju Donje Ogorje. 
| broj stanovnika |       |       | 174   | 193   | 215   | 238   | 238   | 280   | 256   | 248   | 237   | 212   | 160   | 112   | 85    | 86    | 73    |
|                 | 1857. | 1869. | 1880. | 1890. | 1900. | 1910. | 1921. | 1931. | 1948. | 1953. | 1961. | 1971. | 1981. | 1991. | 2001. | 2011. | 2021. |

## Zemljopis
Naselje Radunić se nalazi oko 5 km sjeverozapadno od Muća.